# Despierta (canción de Edurne)
«Despierta» es una canción interpretada por la cantante española Edurne, escrita por Adam Alvermark, Andreas Karlegard, Gustav Efraimsson y Dolores Sánchez Beltrán (adaptación de la letra al español).
Se lanzó el 7 de marzo de 2006 como primer sencillo de su álbum debut homónimo Edurne en formato CD Maxi-Single, incluyendo dos remezclas de David Penn, uno de los gurús del house hispano, y otra de Caïm Riba, de Pastora.

## Composición
Compuesta por los suecos Adam Alvermark, Andreas Karlegard y Gustav Efraimsson, Despierta es una canción de estilo pop rock con guitarras eléctricas como protagonistas de la canción. La adaptación de la letra al español corre a cargo de Dolo Beltrán, cantante y letrista de Pastora. 

## Vídeo musical
En el vídeo de Despierta ha trabajado Jamie King, creador de coreografías para Madonna, George Michael, Shakira, Mariah Carey o Britney Spears. Aparece Edurne bailando y detrás de ella un fondo en el que va apareciendo la letra de la canción.

## Formatos y remezclas
Descarga digital
| Descarga digital |             |          |  |
| N.º              | Título      | Duración |  |
| 1.               | «Despierta» | 2:59     |  |

| Despierta Remixes EP |                                             |          |  |
| N.º                  | Título                                      | Duración |  |
| 1.                   | «Despierta»                                 | 3:01     |  |
| 2.                   | «Despierta» (David Penn remix [Radio edit]) | 3:24     |  |
| 3.                   | «Despierta» (Caimilly remix)                | 3:55     |  |
| 4.                   | «Despierta» (David Penn remix [Extended])   | 6:39     |  |

## Listas

### Semanales
| País   | Lista                             | Primera semana      | Posición de ingreso | Mejor posición | Semanas en la mejor posición | Semanas en la lista | Última semana       | Ref.  |
| ------ | --------------------------------- | ------------------- | ------------------- | -------------- | ---------------------------- | ------------------- | ------------------- | ----- |
| España | Top 20 Canciones (Ventas Físicas) | 12 de marzo de 2006 | 5                   | 5              | 1                            | 3                   | 26 de marzo de 2015 | [ 3 ] |